# Ажжер
Ажжер (также аджер, адджер, джанет; англ. ajjer, djanet, janet, ganet, gânt, asjer, azjar, azgar; самоназвание: ajjr) — диалект группы туарегских племён кель адджер, один из диалектов языка восточный тамахак севернотуарегской группы туарегской ветви берберской семьи.
Распространён в пустынных районах Сахары на юго-востоке Алжира в южной части вилайета Иллизи — на плато Тассилин-Адджер и в окрестностях города Джанет. Численность говорящих на ажжер вместе с носителями других диалектов восточнотамахакского языка составляет около 24 тыс. человек (2005).
По классификации А. Ю. Айхенвальд и А. Ю. Милитарёва ажжер вместе с ахаггар, тайток и другими идиомами относятся к диалектам языка тамахак в составе северной группы туарегской ветви.
Вместе с близкими ему диалектами гхат, урагхен, тимасинин и имангхассатен образуют группу диалектов восточнотамахакского языка (в других классификациях — восточную группу диалектов языка тамахак), противопоставленную западнотамахакским диалектам ахнет, тайток, ахаггар и иссакамарен. В рамках восточнотамахакского ареала ажжер с гхат и урагхен образуют подгруппу диалектов гхат-ажжер.
В справочнике языков мира Ethnologue приводятся лингвонимы джанет и ганет как варианты названия диалектной группы гхат, соответствующей восточнотамахакскому ареалу.